# 杜蘭戈與錫爾弗頓窄軌鐵路
杜蘭戈與錫爾弗頓窄軌鐵路 （Durango & Silverton Narrow Gauge Railroad，通常縮寫為D & SNG）是軌距為3英尺（914毫米） 窄軌古蹟觀光鐵路 ，位於美國科羅拉多州的杜蘭戈和錫爾弗頓之間，長45.2英里（72.7公里）。本鐵路是美國聯邦政府指定的國家歷史名勝 ，也被美國工程師學會指定為歷史土木工程古蹟 。

## 歷史
這條路線最初由丹佛和里奧格蘭德鐵路（Denver & Rio Grand ）於1882年開通，運輸從聖胡安山開采的銀和金礦。本段路線是從安東尼奧市到杜蘭戈之窄軌路線的延伸。從東方開往杜蘭戈的最後一班列車於1968年12月6日行駛。 1970年， 新墨西哥州和科羅拉多州購買了安東尼奧市和新墨西哥州查馬市之間的64英里路線，目前作為Cumbres & Toltec風景鐵路運營 。查馬與杜蘭戈之間的舊路線在1971年拆除。
從杜蘭戈到錫爾弗頓的鐵路線自1881年以來一直連續運行，現在是運送旅客的旅遊和古蹟鐵路，並且是美國少數幾個連續使用蒸汽機車的地方之一。 1981年3月， Denver & Rio Grande Western出售了這條路線，並成立了D & SNG。 
有些車輛的歷史可以追溯到1880年代。列車於冬季從杜蘭戈到卡斯凱德三角線（Cascade Wye，位於卡斯凱德溪附近），夏季運行區間為杜蘭戈與錫爾弗頓。杜蘭戈的車庫建於1882年1月，保留了其原始形式。
在2018年6月，由於一場名為“ 416火災”的野火，鐵路停止營運數週。 兩架空中滅火機，六架直升機和大約400名消防員與野火搏鬥， 估計54,129英畝（21,905公頃） 的聖胡安國家森林被燒毀，損失估計超過3100萬美元。考慮到煤渣引起的野火有火災的危險，鐵路所有者計劃投資幾百萬美元，將蒸汽機車的燃料由煤炭改為石油，並購置兩台新型的柴油機車。  由於鐵路被懷疑為野火的禍首 ，一些當地企業和居民於2018年9月中旬對鐵路及其所有者提起了民事訴訟。  鐵路目前希望於2025年將所有八部使用中的蒸汽機車轉換為燃油鍋爐。

## 車輛
杜蘭戈和錫爾弗頓窄軌鐵路目前使用燃煤蒸汽機車和柴油機車。 
杜蘭戈和錫爾弗頓窄軌鐵路現在使用的蒸汽機車造於1920年代。有K-28 ， K-36和K-37三型，K表示「御門式（Mikado）」之2-8-2 軸配置。 28與36表示牽引力分別為27500磅與36200磅。   
本路目前使用四部柴油機車；窄軌柴油機車與其他窄軌車輛一樣稀有。D & SNG的所有柴油機車的駕駛室皆位於車體中央。 
- RB-1（ 鐵路客車 ）建於1987年至1988年冬天。它最初編號為1001，並命名為Tamarron。它可以容納32人，有自己的行李廂和洗手間，配置300-匹馬力（220-千瓦特） 六缸卡特彼勒柴油引擎。 本車原本打算在阿尼馬斯河鐵路（Animas River Railway）上使用，但該路停駛，本車乃用於杜蘭戈車場作為調車用。幾年後，它在2002年的宣教士嶺大火中投入了營運，但目前並未運行。

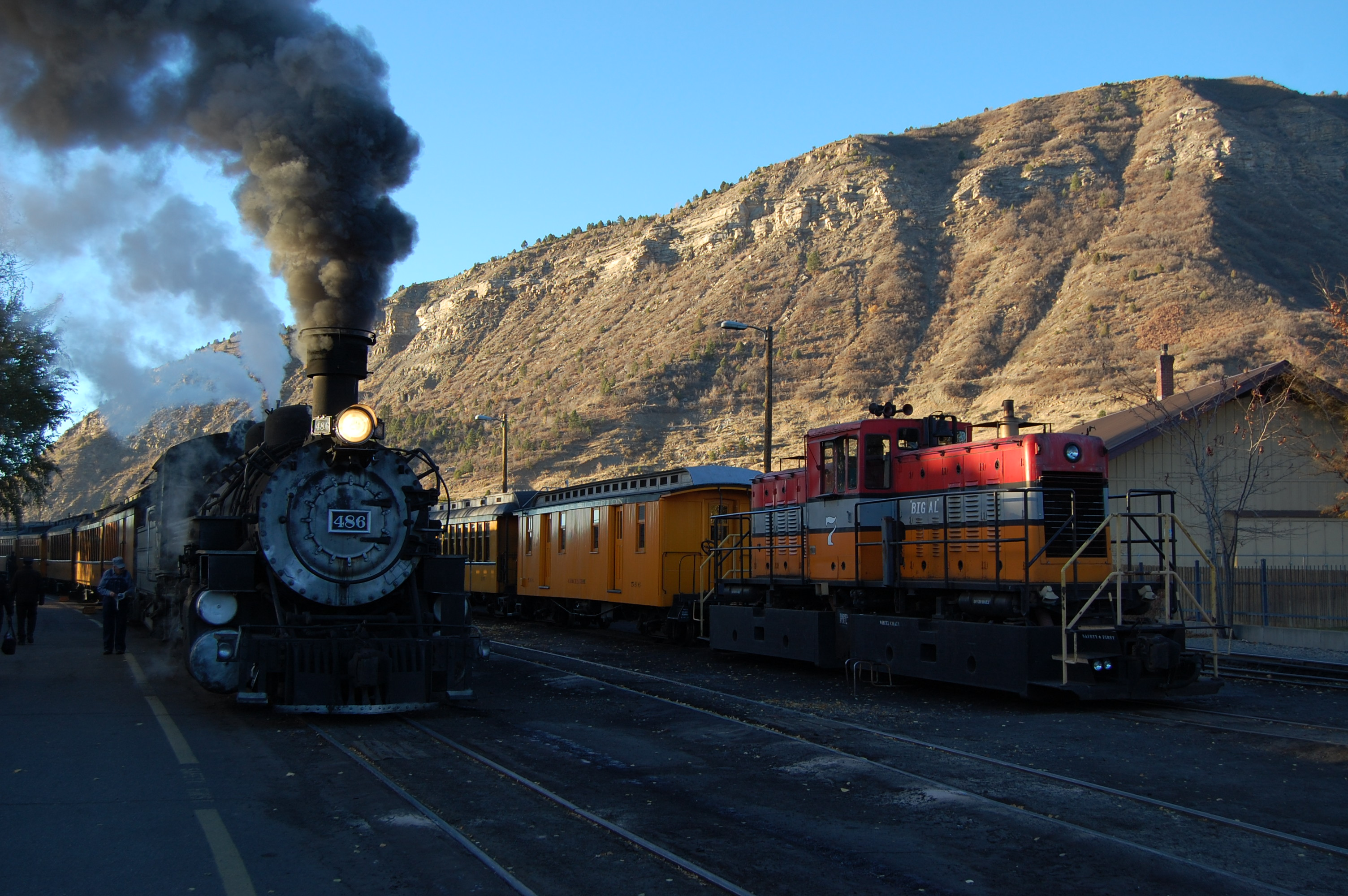
K-36蒸汽机车＃486與柴油機車“ Big Al”＃7，2012年10月25日在杜兰戈
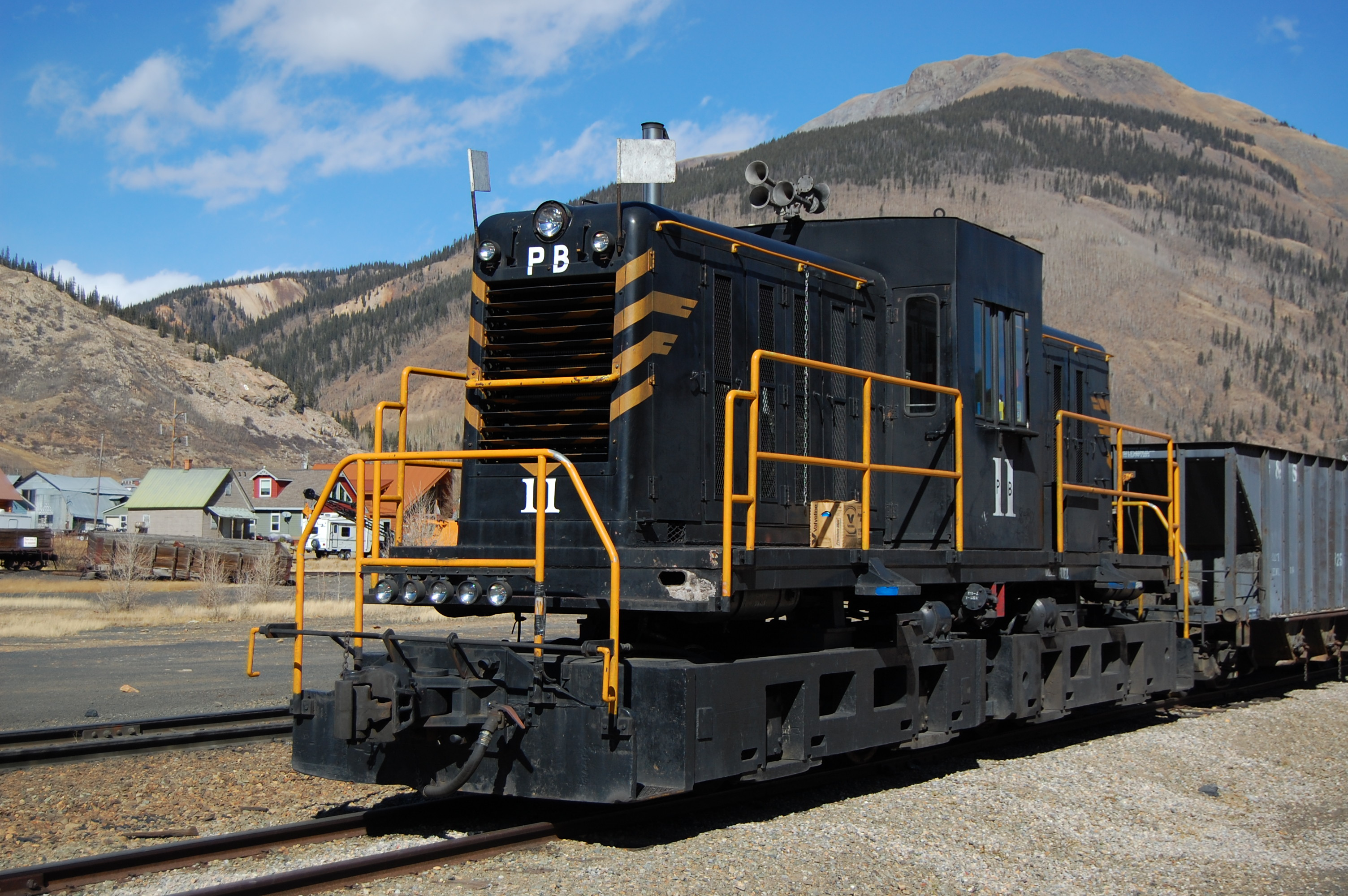
＃11柴油機車，2012年10月25日在錫尔弗顿

 本路使用50多輛車輛，其中有些是仍在載客的車輛中最古老者。 